# Burnout Paradise
Burnout Paradise est un jeu vidéo de course automobile développé par Criterion Games et édité par Electronic Arts. Burnout Paradise est le dernier jeu en date de la série de jeux vidéo Burnout. Ce jeu est commercialisé sur consoles PlayStation 3 et Xbox 360 en janvier 2008 et le 5 février 2009 sur Microsoft Windows. Il a également été commercialisé sur le PlayStation Store au mois de septembre 2008. Une réédition est publiée en février 2009 et sous-titrée « The Ultimate Box », car elle propose un contenu plus étoffé.
La jouabilité de Paradise est lancée dans la ville fictionnelle nommée « Paradise City », un monde ouvert dans lequel les joueurs courent dans de nombreux types de courses. Les joueurs peuvent également courir en-ligne. De nombreuses mises à jour gratuitement téléchargeables exposent de nouvelles fonctions.
Tout au long de son exploration, Dj Diabolika (Doublé en Français par Karimouche) accompagnera le joueur par radio. Dj Diabolika est une ancienne pilote de voiture qui servira de tutoriel quand le joueur exécutera certaines actions.
Burnout Paradise a été mis sur la liste des titres compatibles avec la Xbox One en novembre 2016. Il a également été rendu gratuit sur Xbox One du 16 décembre au 31 décembre 2016. Une version remastérisée est sortie le 16 mars 2018 sur PlayStation 4 et Xbox One,, sur PC le 21 août 2018 et sur Nintendo Switch le 19 juin 2020.

## Système de jeu
Selon Alex Ward, développeur de Criterion Games, ce jeu « réinvente complètement » la série Burnout.
Le jeu se déroule dans un univers complètement ouvert. Le joueur pilote un bolide dans les rues de Paradise City. Le thème principal du même nom vient du groupe hard rock américain Guns N' Roses, Paradise City.

## Ville et modes
Paradise City est divisé en cinq parties : Downtown Paradise, Harbor Town, Palm Bay Heights, Silver Lake et White Mountain. Depuis la nouvelle extension, cinq parties ont été ajoutés dans un pack appelé Big Surf Island : Paradise Key bridge, North Beach, Midway, South Coast et Persent View.
En un contre un ou avec cinq ou sept autres concurrents, le but est d'arriver premier, car seule la première place offre la victoire (les concurrents gérés par l'ordinateur ne prennent pas les raccourcis). Dans le mode Road Rage, le joueur doit infliger à ses adversaires le nombre minimum de takedowns indiqués. À l'aide de divers sauts, smashs, panneaux, contre-sens et autres infractions en tout genre ; le joueur accumule un maximum de points pour gagner durant un mode nommé Séquence Cascade. Les panneaux offrent un multiplicateur, vous en obtiendrez aussi en faisant des tonneaux ou des vrilles à plat.
Durant le Parcours Burning, le joueur court un classique contre-la-montre dans les règles de l'art. Réussir un parcours Burning permet de débloquer une version améliorée du véhicule correspondant. Dans le mode nommé Traque, il n'existe aucun temps limite, l'essentiel étant d'arriver entier à la fin d'un parcours au cours duquel plusieurs véhicules tentent de détruire le bolide du joueur. Dans le mode Showtime, le joueur peut faire tout ce qu'il désire dans la ville de Paradise City et faire un maximum de dégâts. Les bus sont des multiplicateurs et les gros panneaux indicateurs offrent un bonus de 10000 dollars.
En exploration, il est possible de croiser des voitures venant d'arriver dans Paradise City. Le but sera alors de les arrêter à l'aide d'un Takedown pour les ajouter à la liste des voitures.

## Extensions
Des extensions gratuites et payantes sont disponibles sur les plateformes de téléchargement spécifiques aux consoles (Xbox Live et PlayStation Network). Elles sont connues sous forme de nom de code.
Le 24 avril 2008, une extension intitulée « Bogart » est diffusée. Il s'agît plus d'une mise à jour qui essentiellement corrige des bugs qui n'avaient pu être évités avant la sortie du jeu,. Cependant, la mise à jour a été diffusée sur Xbox 360 le 18 avril 2008 et sur PlayStation 3 le 24 avril 2008.
La mise à jour intitulée « Cagney » 10 juillet 2008 gratuitement sur PlayStation 3 et sur Xbox 360 le 4 août 2008. La mise à jour expose trois nouveaux modes multijoueurs freeburn : Online Stunt Run, Marked Man et Road Rage. Les cascades en ligne peuvent désormais inclure huit joueurs en ligne. Road Rage. Il inclut également 70 nouveaux défis Freeburn, deux véhicules inédits (Hunter Olympus, Nakamura Rai-Jin Turbo), trois nouvelles livrées (Rossolini tempesta rêve, Oval Racer acier, Inferno Van Hippie) et deux livrées secrètes Criterion.
le 23 avril 2008, il est annoncé qu'un mode intitulé « Davis » serait diffusée. Criterion Games annonce le 5 août 2008 que la mise à jour exposera notamment un système de météo, 70 nouveaux défis à moto et des défis spécial « Midnight Rides » uniquement de nuit. Cette extension a été diffusée le 18 septembre 2008 sur PlayStation 3 et Xbox 360.
Le 5 février 2009, Criterion publie la mise à jour gratuite 1.5. La mise à jour comprend l'ajout d'un navigateur dans le jeu pour les versions Microsoft Windows et PlayStation 3 permettant aux utilisateurs d'accéder au réseau de Criterion Games. Un magasin de jeux sera ajouté à toutes les versions, permettant aux utilisateurs à l'achat d'add-ons dans le jeu. En plus de ces changements d'interface, des modifications ont été apportées, y compris la maniabilité du véhicule. Diverses modifications ont été appliquées à la dynamique du véhicule et aux défis pour les rendre plus équilibrés et accessibles aux nouveaux joueurs. Les visuels ont également été modifiés pour effectuer certains objectifs et des cibles plus dynamique et plus facile à repérer. Malgré les déclarations faites par les développeurs disant que le jeu n'inclut pas une option de redémarrage pour les courses (car cela signifierait l'introduction d'écrans de chargement dans le jeu), en raison de la forte demande des joueurs, les utilisateurs sont maintenant en mesure de redémarrer rapidement un événement.